# 限价
限价（Price limit）是金融交易中的一个名词，指的是在任意一个交易日中参照前一个交易日的结算价设置报价的上下限，对当日涨跌区间进行限制。限价的最高价称为“涨停”价（limit up），最低价称为“跌停”价（limit down）。在当个交易日中，交易系统不接受高于涨停价或低于跌停价的委托报价。
设置限价机制的目的主要是为了防止金融市场或期货市场的价格波动太大。在中国，供境内投资者的A股与供境外投资者的B股的涨跌幅限制一般为±10%；有风险的ST股票为±5%；新股上市首日则不做涨跌停限制。